# Diocesi di Sita
La diocesi di Sita (in latino: Dioecesis Sitensis) è una sede soppressa e sede titolare della Chiesa cattolica.

## Storia
Sita, nell'odierna Algeria, è un'antica sede episcopale della provincia romana della Mauritania Cesariense.
Sono due i vescovi censiti di questa diocesi africana. Alla conferenza di Cartagine del 411, che vide riuniti assieme i vescovi cattolici e donatisti dell'Africa romana, prese parte il donatista Saturno, senza avversario cattolico. Il secondo vescovo noto è Reparato, il cui nome appare al 112º posto nella lista dei vescovi della Mauritania Cesariense convocati a Cartagine dal re vandalo Unerico nel 484; Reparato, come tutti gli altri vescovi cattolici africani, fu condannato all'esilio.
Dal 1933 Sita è annoverata tra le sedi vescovili titolari della Chiesa cattolica; dal 10 aprile 2024 il vescovo titolare è Paul Dempsey, vescovo ausiliare di Dublino.

## Cronotassi

### Vescovi residenti
- Saturno † (menzionato nel 411) (vescovo donatista)

- Reparato † (menzionato nel 484)

### Vescovi titolari
- Christian Herman Winkelmann † (13 settembre 1933 - 27 dicembre 1939 nominato vescovo di Wichita)
- Henry Joseph O'Brien † (19 marzo 1940 - 7 aprile 1945 nominato vescovo di Hartford)
- Daniel Joseph Feeney † (22 giugno 1946 - 8 settembre 1955 succeduto vescovo di Portland)
- Alexander Carter † (10 dicembre 1956 - 22 novembre 1958 succeduto vescovo di Sault Sainte Marie)
- Angelo Zambarbieri † (12 marzo 1959 - 6 maggio 1960 succeduto vescovo di Guastalla)
- James Ward † (2 luglio 1960 - 21 ottobre 1973 deceduto)
- Enrique Alvear Urrutia † (9 febbraio 1974 - 29 aprile 1982 deceduto)
- José Palmeira Lessa (21 giugno 1982 - 30 ottobre 1987 nominato vescovo di Propriá)
- Moacyr José Vitti, C.S.S. † (12 novembre 1987 - 15 maggio 2002 nominato vescovo di Piracicaba)
- Štefan Sečka † (28 giugno 2002 - 4 agosto 2011 nominato vescovo di Spiš)
- Joaquim Wladimir Lopes Dias (21 dicembre 2011 - 4 marzo 2015 nominato vescovo di Colatina)
- Udo Markus Bentz (15 luglio 2015 - 9 dicembre 2023 nominato arcivescovo di Paderborn)
- Paul Dempsey, dal 10 aprile 2024